# Démission de Justin Trudeau
 (mars 2025).
Motif : Même motif que ce qui a conduit à la suppression de la version en anglais
- Archive Wikiwix
- Bing
- Cairn
- DuckDuckGo
- E. Universalis
- Gallica
- Google
- G. Books
- G. News
- G. Scholar
- Persée
- Qwant
- (zh) Baidu
- (ru) Yandex
- (wd) trouver des œuvres sur Wikidata

| 1. | Préciser le motif de la pose du bandeau. | Précisez le motif de la pose du bandeau en utilisant la syntaxe suivante : {{admissibilité à vérifier\|date=août 2025\|motif=remplacez ce texte par le motif}}                                   |
| 2. | Informer les utilisateurs concernés.     | Pensez à avertir le créateur de l'article, par exemple, en insérant le code ci-dessous sur sa page de discussion : {{subst:avertissement admissibilité à vérifier\|Démission de Justin Trudeau}} |

 (janvier 2025).
Certains termes anglais peu courants en français devraient être remplacés par des termes français équivalents mieux connus.
La démission de Justin Trudeau en tant que premier ministre du Canada et chef du Parti libéral est annoncée le 6 janvier 2025, lors d'une conférence de presse donnée par Justin Trudeau à sa résidence de Rideau Cottage à Ottawa,. Trudeau, nommé premier ministre en 2015, est confronté à une forte baisse dans les sondages d'opinion et perd progressivement la confiance de la Chambre des communes et des membres du Parti libéral à l'approche des élections fédérales de 2025 .
Un mois avant d'annoncer sa démission imminente, Trudeau avait le deuxième taux d'approbation le plus bas de l'histoire du Canada. Il est le neuvième premier ministre de l'histoire du Canada à annoncer sa démission imminente qui ne soit pas la conséquence d'une défaite aux élections. Malgré sa démission, Trudeau affirme qu'il restera premier ministre jusqu’à ce qu'un nouveau chef soit élu.

## Arrière-plan

### Gouvernement minoritaire
Trudeau est entré au gouvernement avec un gouvernement majoritaire en 2015, mais a été réduit à un gouvernement minoritaire lors des élections de 2019, qui a été réélu en 2021, cette dernière étant une élection anticipée au cours de laquelle Trudeau a tenté, sans succès, de regagner sa majorité. Un accord de confiance et d'approvisionnement avec le Nouveau Parti démocratique (NPD) de l'opposition a contribué à maintenir le gouvernement minoritaire de mars 2022 jusqu'au retrait du NPD de l'accord en septembre 2024,. La poursuite du gouvernement minoritaire dépendait de l'appui d'au moins un parti d'opposition, plus un caucus libéral uni, lors de chaque vote de confiance à la Chambre des communes .

### Baisse des sondages d'opinion
Depuis 2023, le Parti libéral connaît une baisse constante de l'appui du public. Le 3 décembre 2023, Abacus Data rapporte que l'intention de vote du Parti libéral est tombée à 23 pour cent. Le 24 décembre, l'Institut Angus Reid rapporte que l'intention de vote pour le Parti libéral est de 16 pour cent; cela place le Parti libéral en troisième position, derrière le NPD et le Parti conservateur.

### Défi du caucus
En octobre 2024, il est rapporté qu'un groupe de députés libéraux aurait signé une lettre demandant la démission de Trudeau. Le groupe prévoit le confronter à propos de son leadership lors de la prochaine réunion hebdomadaire du caucus libéral. Le 23 octobre 2024, il est révélé que la lettre a été signée par 24 députés demandant à Trudeau de démissionner de son poste de chef du parti et qu'elle a été lue à haute voix par Patrick Weiler lors de la réunion du caucus. Trudeau répond qu'il prendra le temps de réfléchir à leurs critiques à l'égard de son leadership et d'envisager ses options. Lors d'une conférence de presse moins de 24 heures plus tard, Trudeau déclare qu'il reste à la tête du pays,.

### Démission de Chrystia Freeland

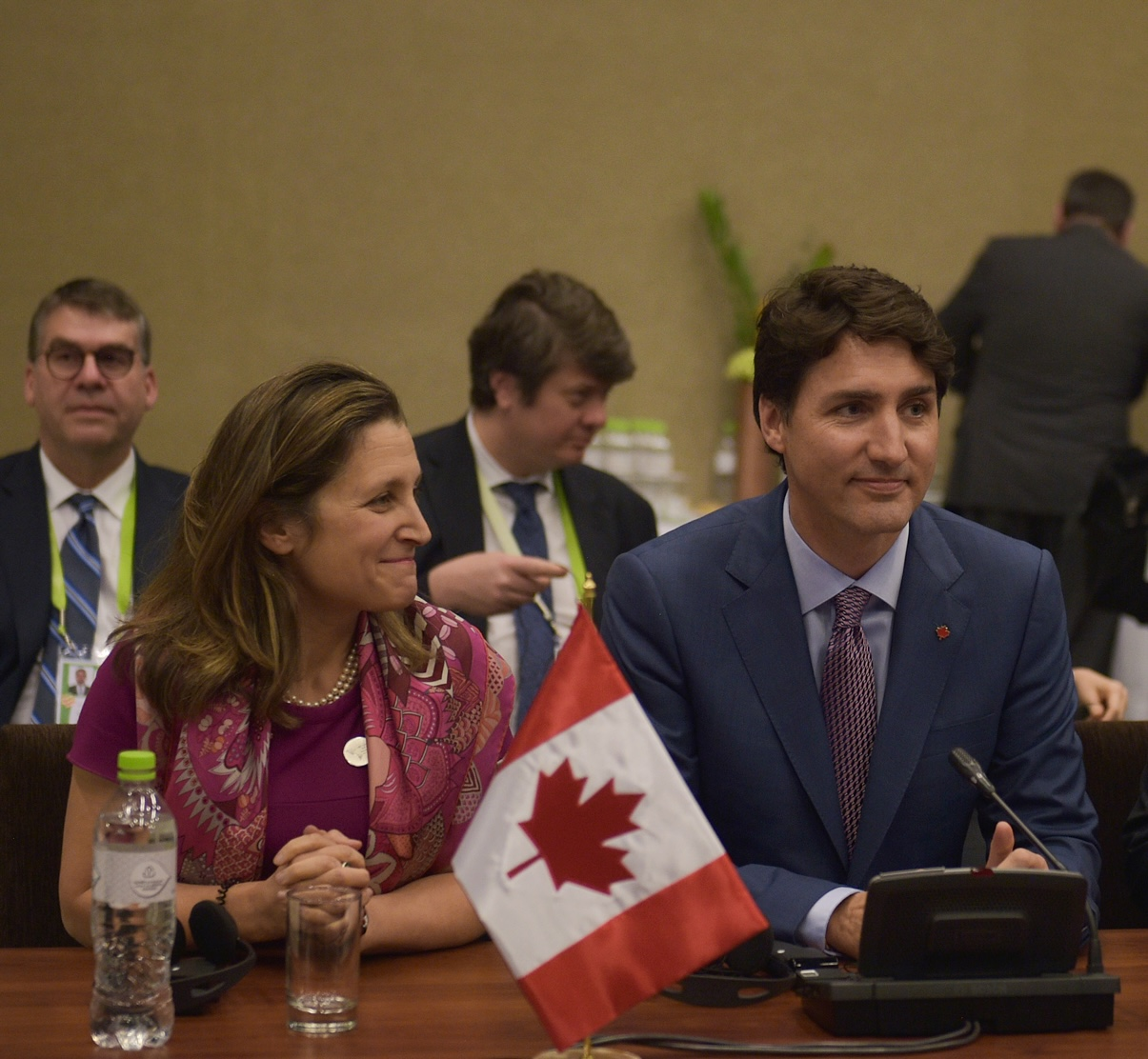
Freeland et Trudeau en 2018.Peu de temps après la démission de Freeland en 12/2024, Trudeau était sous le feu des critiques pour démissionner lui aussi.

Début décembre 2024, des rumeurs commencent à circuler concernant une rupture entre le premier ministre et Chrystia Freeland, vice-première ministre et ministre des Finances, Freeland s'opposant à la récente promesse de Trudeau de verser des chèques de 250 $ aux travailleurs canadiens qui gagnent 150 000 CA$ ou moins en 2023. En raison d'un différend sur le nombre de Canadiens qui devraient recevoir les chèques, la mesure ne reçoit l'appui d'aucun autre parti politique et ne peut aller de l'avant.
Le 13 décembre 2024, Trudeau a un appel avec Freeland au cours duquel il révèle qu'il lui retire le portefeuille de ministre des Finances pour un poste de ministre sans portefeuille axé sur les relations Canada-États-Unis, indiquant également qu'il souhaite la remplacer par l'ancien gouverneur de la Banque du Canada, Mark Carney, lors d'un éventuel remaniement ministériel cette semaine-là. Le 16 décembre, le jour où Freeland est censée présenter l'énoncé économique de l'automne 2024, elle annonce de manière inattendue sa démission du cabinet. Dans sa lettre, Freeland qualifie implicitement la proposition du chèque de 250 $ de « gadget politique coûteux » et soutient que le gouvernement canadien devrait « garder nos réserves fiscales au sec aujourd'hui, afin que nous ayons les réserves dont nous pourrions avoir besoin pour une guerre tarifaire à venir ». L'énoncé économique de l'automne 2024 est publié à 16 h 11 HNE le même jour et est présenté à la Chambre des communes par la leader du gouvernement à la Chambre, Karina Gould. La déclaration montre un déficit de 61,9 milliards $CA pour 2023-24, dépassant l'objectif de 40,1 milliards $CA ou moins fixé par Freeland, et laisse les menaces tarifaires de Trump largement sans réponse.
Peu de temps après la démission de Chrystia Freeland, un nombre croissant de membres du Parti libéral commence à réclamer publiquement la démission de Trudeau,. Le 21 décembre, lors d'une réunion du caucus libéral de l'Ontario, plus de 50 députés libéraux parviennent à un consensus selon lequel Trudeau doit démissionner de son poste de chef du parti. Le 23 décembre, le caucus libéral de l'Atlantique arrive à la même conclusion après sa réunion. Le 31 décembre, le président du caucus libéral du Québec, Stéphane Lauzon, annonce qu'après avoir consulté les députés individuellement pendant les fêtes, le caucus est parvenu à la même position.
Le 5 janvier 2025, le Globe and Mail est le premier média à rapporter que Trudeau doit annoncer sa démission en tant que chef du parti avant la réunion du caucus national ce mercredi-là. Une source indique qu'il a discuté avec le ministre des Finances, Dominic LeBlanc, pour savoir s'il serait prêt à assumer les fonctions de chef et de premier ministre par intérim. Ils ajoutent que cela serait impraticable si LeBlanc envisageait de se présenter à la direction du parti.

## Annonce d'une démission imminente
Le 6 janvier, lors d'un discours à Rideau Cottage, Trudeau annonce officiellement son intention de démissionner de son poste de chef du Parti libéral, puis de premier ministre. Trudeau déclare qu'il ne sera pas en mesure de faire campagne efficacement lors des élections fédérales de 2025 s'il est confronté à des dissensions internes au parti, et qu'il a informé ses enfants de sa décision la veille. Trudeau annonce également que la gouverneure générale Mary Simon prorogera le Parlement jusqu'au 24 mars 2025, date à laquelle débutera l'élection à la direction du Parti libéral qui choisira son successeur. Il ajoute que « comme vous le savez tous, je suis un combattant. Chaque os de mon corps m'a toujours dit de me battre parce que je me soucie profondément des Canadiens, je me soucie profondément de ce pays et je serai toujours motivé par ce qui est dans le meilleur intérêt des Canadiens », et qu'« un nouveau premier ministre et chef du Parti libéral portera ses valeurs et ses idéaux jusqu'aux prochaines élections ».
Dans son discours de démission, Trudeau se dit fier des réalisations de son gouvernement, notamment son soutien à l'Ukraine pendant le conflit en cours et sa gestion de la pandémie de Covid-19 . Il souligne également son combat pour le pays et son inspiration pour la résilience et la détermination des Canadiens. Malgré sa démission, Trudeau souligne le moment critique auquel le monde est confronté et sa confiance dans la capacité du Canada à le traverser. Trudeau restera en poste jusqu'à ce que le Parti libéral élise un nouveau chef.

## Réactions
Le chef de l'opposition officielle, Pierre Poilievre, du Parti conservateur, insiste sur son appel à la tenue d'élections fédérales anticipées, affirmant que les députés libéraux « veulent protéger leurs pensions et leurs chèques de paie en balayant leur chef détesté sous le tapis des mois avant une élection pour les tromper, puis recommencer ». Le chef du NPD, Jagmeet Singh, déclare que « le problème n'est pas seulement Justin Trudeau. Ce sont tous les ministres qui ont donné les ordres, ce sont tous les députés libéraux qui ont regardé de haut les Canadiens qui s'inquiètent des coûts élevés ou de l'effondrement des soins de santé »,.

## Remarques
1. ↑  Le premier ministre avec un taux de popularité plus bas était Brian Mulroney en 1992.
2. ↑  Les autres étaient : John Abbott, Robert Borden, Mackenzie Bowell, William Lyon Mackenzie King (qui avait aussi démissionné, après avoir perdu les élections de 1930), Lester B. Pearson, Pierre Elliott Trudeau (qui avait aussi démissionné, après avoir perdu les élections de 1979), Brian Mulroney et Jean Chrétien.